# 八大戲劇台
八大戲劇台（又稱：GTV戲劇台），為八大電視旗下的戲劇頻道，擅長將國外一集的份量拆成兩部來上映以穿插大量廣告。

## 歷史
- 2000年1月15日，「八大劇TV」開播，以臺灣第一個戲劇專業頻道自居，是八大戲劇台前身。原定頻在有線電視第31頻道。
- 2005年1月1日起，定頻在有線電視第41頻道[1]。
- 2015年9月14日起，有線電視部分啟用高畫質版本「八大戲劇台HD」。
- 2016年8月1日起提供雙語服務。（需申裝有線電視數位機上盒方能切換）

## 外部連結
- 八大戲劇台（页面存档备份，存于）（繁體中文）